# Хлібний ніж

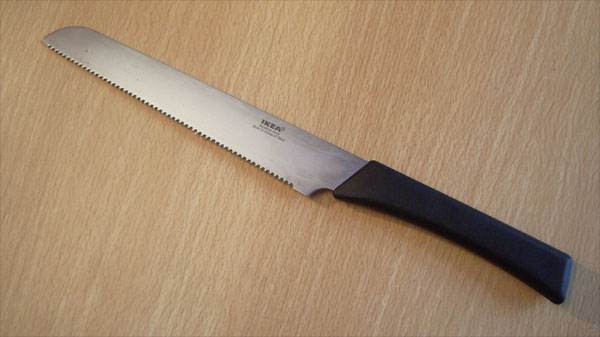
Сучасний хлібний ніж

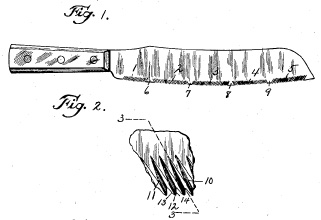
Хлібний ніж, запатентований Джозефом Бернсом

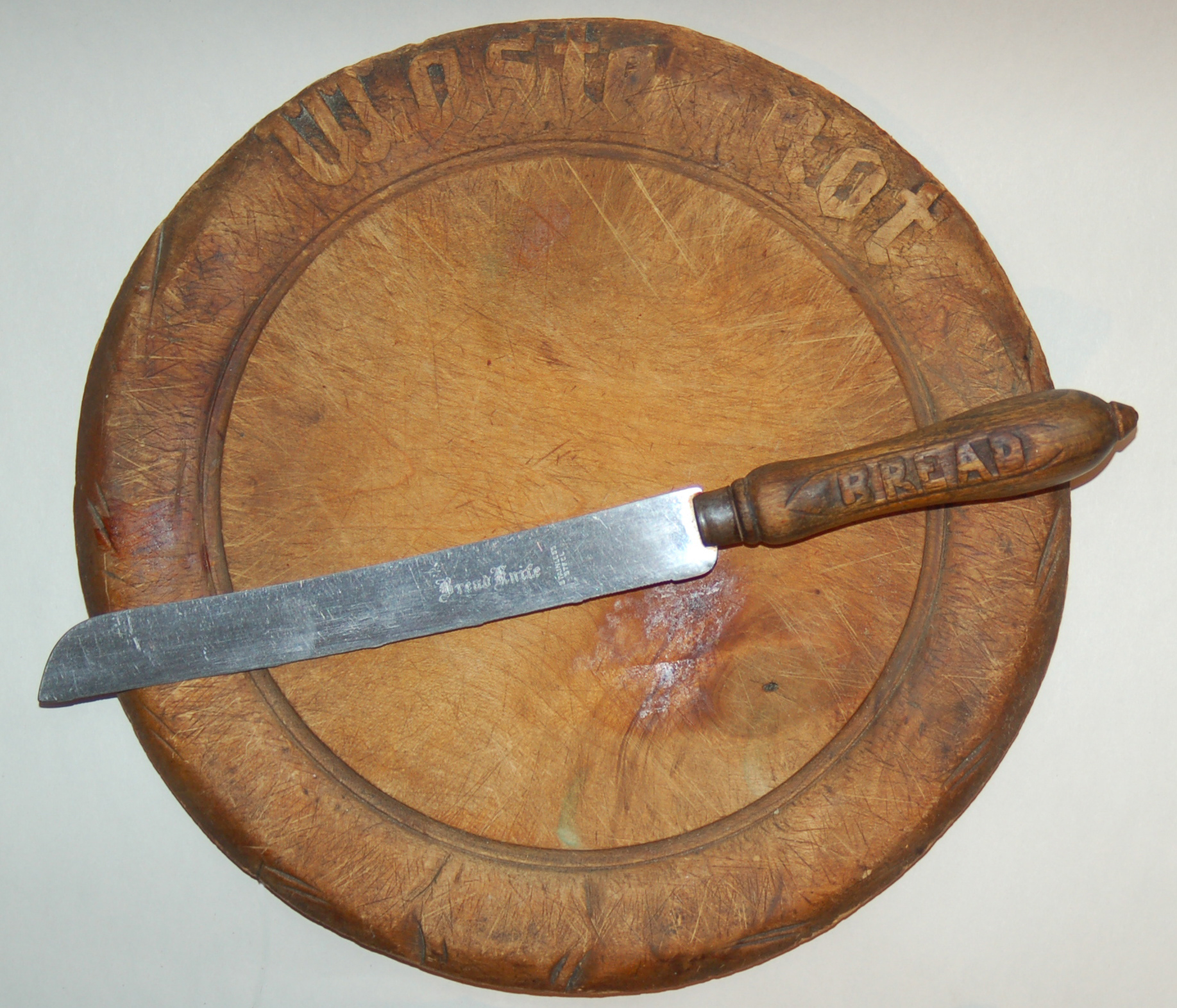
Стільничка та хлібний ніж XIX століття

Хлібний ніж, також відомий як хліборізний ніж, ніж для хліба або ніж для хліба та торту — спеціалізований кухонний ніж, призначений для різання виробів з хліба.
Ці ножі також використовуються для оброблення фруктів з твердою шкіркою та ніжною м'якоттю, таких як ананаси, кавуни та дині.

## Опис
Хлібний ніж має довге, широке і міцне лезо, трохи звужується до руків'я або однакової ширини по всій своїй довжині. Кінчик леза не загострений, а закруглений або зрізаний під прямим кутом до ріжучої кромки. Сучасні ножі для хліба мають хвилеподібну або серейторну заточку, яка дозволяє «розпилювати» тверду хлібну шкірку і розрізати м'якоть, не мнучи її.
Довжина клинка такого ножа зазвичай становить 25-30 сантиметрів, проте хлібні ножі, які випускаються в наборах кухонних ножів, можуть бути коротшими — довжиною 15-20 сантиметрів.

## Історія
До кінця XIX століття для нарізки хліба вживалися ножі з лезом прямої або хвилеподібної заточки. Один з перших хлібних ножів з серейторним заточуванням був представлений на Всесвітній Колумбійській виставці у Чикаго в 1893 році німецькою компанією «Friedrich Dick».
У 1921 році Джозеф Бернс запатентував в США хлібний ніж з досить специфічним серейторним заточуванням. Однак цей тип заточки не підлягав ремонту та виправлення.
У 1930-х роках серійний випуск ножів для хліба з серейторним заточуванням почав Карл Гуда. Довжина цих ножів становила 32 сантиметри, ширина 47 міліметрів, товщина обуха 4 міліметрів, а вага 400 грам. Ножі почали користуватися попитом, проте їх розміри не влаштовували багатьох покупців, тому через деякий час компанія Карла Гуда почала випускати зменшену версію хлібних ножів довжиною 20 сантиметрів.
В СРСР для промислового різання хліба застосовувалися хлібні ножі з широким коротким клинком, який звужувався до ручки. Широке полотно клинка служило для направлення лінії відрізу хліба. Такі ножі вимагали заточення кожні 6 годин роботи.